# 穆爾角
70°56′S 167°54′E / 70.933°S 167.900°E
穆爾角是南極洲的海岬，位於維多利亞地北部，是塔普謝爾半島的東端，該海岬在1841年由英國探險家發現，現時由南極條約體系管理。